# Ahmed Hassan
Ahmed Hassan (in arabo أحمد حسن‎?; Maghagha, 2 maggio 1975) è un dirigente sportivo, allenatore di calcio ed ex calciatore egiziano, di ruolo centrocampista, direttore sportivo del Pyramids.
Detiene il record di presenze (184) con la nazionale egiziana. e figura al terzo posto nella classifica dei calciatori con almeno 100 presenze in nazionale.

## Caratteristiche tecniche
Ahmed Hassan era un trequartista, in grado di agire da ala destra, in grado di servire i compagni con passaggi precisi. Complice l'età, con il passare degli anni si adatta a coprire il ruolo di regista basso. È ritenuto da molti esperti e appassionati uno tra i migliori centrocampisti nella storia del calcio africano.

## Carriera

### Giocatore

#### Club
A livello di club, Hassan è emigrato a 22 anni in Turchia, giocando anche per l'importante Beşiktaş. In seguito è passato all'Anderlecht, vincendo anche un titolo. Poi è tornato in Egitto, all'Al-Ahly e in seguito allo Zamalek.

#### Nazionale
Esordisce in nazionale il 29 dicembre 1995 contro il Ghana in amichevole, subentrando all'80' al posto di Mohamed Kamouna. Il 28 febbraio 1998 segna una delle due reti con cui gli egiziani si impongono 2-0 in finale contro il Sudafrica, permettendo all'Egitto di laurearsi vincitore della Coppa d'Africa. Prende parte alla Coppa d'Africa 2006, disputata in Egitto e vinta in finale contro la Costa d'Avorio ai calci di rigore. Sotto la guida di Hassan Shehata, parteciperà anche alle due successive edizioni, vinte dagli egiziani.
Il 25 gennaio 2010 diventa - con 170 apparizioni - il giocatore con più presenze in nazionale, superando il precedente primato di Hossam Hassan. Il 27 febbraio 2012 raggiunge 179 gettoni in nazionale, diventando in quel momento il calciatore con più presenze con una rappresentativa maschile FIFA, avendo superato il record allora detenuto da Mohamed Al-Deayea, ex portiere saudita.

### Dirigente
Ritiratosi dall'attività agonistica, il 5 dicembre 2013 viene nominato direttore tecnico della nazionale egiziana. Complici alcune divergenze con il CT Shawky Gharib, nel 2014 lascia l'incarico dopo aver mancato l'accesso alla Coppa d'Africa 2015.

### Allenatore
Il 31 luglio 2015 viene nominato tecnico del Petrojet. Il 12 dicembre si dimette dall'incarico dopo aver ottenuto 5 punti in 7 partite.

## Statistiche

### Presenze e reti nei club
Statistiche aggiornate al 9 novembre 2013.
| Stagione              | Squadra               | Campionato            | Campionato | Campionato | Coppe nazionali | Coppe nazionali | Coppe nazionali | Coppe continentali | Coppe continentali | Coppe continentali | Altre coppe | Altre coppe | Altre coppe | Totale | Totale |
| Stagione              | Squadra               | Comp                  | Pres       | Reti       | Comp            | Pres            | Reti            | Comp               | Pres               | Reti               | Comp        | Pres        | Reti        | Pres   | Reti   |
| --------------------- | --------------------- | --------------------- | ---------- | ---------- | --------------- | --------------- | --------------- | ------------------ | ------------------ | ------------------ | ----------- | ----------- | ----------- | ------ | ------ |
| 1996-1997             | Aswan                 | PL                    | 15         | 7          | CE              | 0               | 0               | -                  | -                  | -                  | -           | -           | -           | 15     | 7      |
| 1997-1998             | Ismaily               | PL                    | 22         | 6          | CE              | 2               | 0               | CdC                | 4                  | 0                  | -           | -           | -           | 28     | 6      |
| 1998-1999             | Kocaelispor           | SL                    | 29         | 1          | TK              | 3               | 0               | -                  | -                  | -                  | -           | -           | -           | 32     | 1      |
| 1999-2000             | Kocaelispor           | SL                    | 20         | 3          | TK              | 1               | 2               | Int                | 1                  | 1                  | -           | -           | -           | 22     | 6      |
| 2000-gen. 2001        | Kocaelispor           | SL                    | 11         | 1          | TK              | 0               | 0               | -                  | -                  | -                  | -           | -           | -           | 11     | 1      |
| Totale Kocaelispor    | Totale Kocaelispor    | Totale Kocaelispor    | 60         | 5          |                 | 4               | 2               |                    | 1                  | 1                  |             | -           | -           | 65     | 8      |
| gen.-giu. 2001        | Denizlispor           | SL                    | 20         | 4          | TK              | 2               | 1               | -                  | -                  | -                  | -           | -           | -           | 22     | 5      |
| 2001-gen. 2002        | Denizlispor           | SL                    | 10         | 4          | TK              | 0               | 0               | -                  | -                  | -                  | -           | -           | -           | 10     | 4      |
| Totale Denizlispor    | Totale Denizlispor    | Totale Denizlispor    | 30         | 8          |                 | 2               | 1               |                    | -                  | -                  |             | -           | -           | 32     | 9      |
| gen.-giu. 2002        | Gençlerbirliği        | SL                    | 15         | 10         | TK              | 1               | 0               | CU                 | -                  | -                  | -           | -           | -           | 16     | 10     |
| 2002-2003             | Gençlerbirliği        | SL                    | 27         | 13         | TK              | 5               | 6               | -                  | -                  | -                  | -           | -           | -           | 32     | 19     |
| Totale Gençlerbirliği | Totale Gençlerbirliği | Totale Gençlerbirliği | 42         | 23         |                 | 6               | 6               |                    | -                  | -                  |             | -           | -           | 48     | 29     |
| 2003-2004             | Beşiktaş              | SL                    | 26         | 14         | TK              | 1               | 0               | UCL+CU             | 5+2                | 0                  | -           | -           | -           | 34     | 14     |
| 2004-2005             | Beşiktaş              | SL                    | 29         | 9          | TK              | 0               | 0               | CU                 | 5                  | 1                  | -           | -           | -           | 34     | 10     |
| 2005-2006             | Beşiktaş              | SL                    | 24         | 5          | TK              | 5               | 0               | CU                 | 8                  | 1                  | -           | -           | -           | 37     | 6      |
| Totale Beşiktaş       | Totale Beşiktaş       | Totale Beşiktaş       | 79         | 28         |                 | 6               | 0               |                    | 20                 | 2                  |             | -           | -           | 105    | 30     |
| 2006-2007             | Anderlecht            | D1                    | 30         | 12         | CB              | 6               | 3               | UCL                | 5                  | 0                  | SB          | 1           | 1           | 42     | 16     |
| 2007-2008             | Anderlecht            | D1                    | 26         | 9          | CB              | 4               | 0               | UCL+CU             | 2+9                | 0                  | SB          | 1           | 1           | 42     | 10     |
| Totale Anderlecht     | Totale Anderlecht     | Totale Anderlecht     | 56         | 21         |                 | 10              | 3               |                    | 16                 | 0                  |             | 2           | 2           | 84     | 26     |
| 2008-2009             | Al-Ahly               | PL                    | 23+1       | 5          | CE              | 2               | 1               | CCL+CCL+CC         | 9+2+2              | 2+0                | SE+SA+Cmc   | 1+1+2       | 1+0+0       | 43     | 9      |
| 2009-2010             | Al-Ahly               | PL                    | 24         | 7          | CE              | 4               | 0               | CCL                | 7                  | 0                  | SE          | 1           | 0           | 36     | 7      |
| 2010-2011             | Al-Ahly               | PL                    | 11         | 2          | CE              | 1               | 0               | CCL                | 0                  | 0                  | SE          | 0           | 0           | 12     | 2      |
| Totale Al-Ahly        | Totale Al-Ahly        | Totale Al-Ahly        | 58+1       | 14         |                 | 7               | 1               |                    | 20                 | 2                  |             | 5           | 1           | 91     | 18     |
| 2011-2012             | Zamalek               | PL                    | 14         | 7          | -               | -               | -               | CCL                | 8                  | 1                  | -           | -           | -           | 22     | 8      |
| 2012-2013             | Zamalek               | PL                    | 11         | 3          | CE              | 5               | 2               | CCL                | 9                  | 2                  | -           | -           | -           | 25     | 7      |
| Totale Zamalek        | Totale Zamalek        | Totale Zamalek        | 25         | 10         |                 | 5               | 2               |                    | 17                 | 3                  |             | -           | -           | 47     | 15     |
| Totale carriera       | Totale carriera       | Totale carriera       | 387+1      | 122        |                 | 42              | 15              |                    | 78                 | 8                  |             | 7           | 3           | 515    | 148    |

### Cronologia presenze e reti in nazionale
| Cronologia completa delle presenze e delle reti in nazionale ― Egitto | Cronologia completa delle presenze e delle reti in nazionale ― Egitto | Cronologia completa delle presenze e delle reti in nazionale ― Egitto | Cronologia completa delle presenze e delle reti in nazionale ― Egitto | Cronologia completa delle presenze e delle reti in nazionale ― Egitto | Cronologia completa delle presenze e delle reti in nazionale ― Egitto | Cronologia completa delle presenze e delle reti in nazionale ― Egitto | Cronologia completa delle presenze e delle reti in nazionale ― Egitto |
| Data                                                                  | Città                                                                 | In casa                                                               | Risultato                                                             | Ospiti                                                                | Competizione                                                          | Reti                                                                  | Note                                                                  |
| --------------------------------------------------------------------- | --------------------------------------------------------------------- | --------------------------------------------------------------------- | --------------------------------------------------------------------- | --------------------------------------------------------------------- | --------------------------------------------------------------------- | --------------------------------------------------------------------- | --------------------------------------------------------------------- |
| 29-12-1995                                                            | Il Cairo                                                              | Egitto                                                                | 1 – 2                                                                 | Ghana                                                                 | Amichevole                                                            | -                                                                     | 80’                                                                   |
| 8-1-1996                                                              | Ismailia                                                              | Tunisia                                                               | 1 – 2                                                                 | Egitto                                                                | Amichevole                                                            | -                                                                     | Ingresso                                                              |
| 22-3-1996                                                             | Dubai                                                                 | Egitto                                                                | 0 – 0                                                                 | Emirati Arabi Uniti                                                   | Amichevole                                                            | -                                                                     |                                                                       |
| 25-3-1996                                                             | Abu Dhabi                                                             | Egitto                                                                | 1 – 1                                                                 | Corea del Sud                                                         | Amichevole                                                            | -                                                                     |                                                                       |
| 26-5-1996                                                             | Accra                                                                 | Ghana                                                                 | 0 – 2                                                                 | Egitto                                                                | Amichevole                                                            | -                                                                     |                                                                       |
| 6-10-1996                                                             | Il Cairo                                                              | Egitto                                                                | 2 – 1                                                                 | Marocco                                                               | Qual. Coppa d'Africa 1998                                             | -                                                                     | Uscita                                                                |
| 1-11-1996                                                             | Il Cairo                                                              | Egitto                                                                | 0 – 0                                                                 | Mali                                                                  | Amichevole                                                            | -                                                                     |                                                                       |
| 8-11-1996                                                             | Il Cairo                                                              | Egitto                                                                | 7 – 1                                                                 | Namibia                                                               | Qual. Mondiali 1998                                                   | 1                                                                     | 81’                                                                   |
| 5-1-1997                                                              | Alessandria d'Egitto                                                  | Egitto                                                                | 2 – 0                                                                 | Bielorussia                                                           | Amichevole                                                            | -                                                                     |                                                                       |
| 12-1-1997                                                             | Tunisi                                                                | Tunisia                                                               | 1 – 0                                                                 | Egitto                                                                | Qual. Mondiali 1998                                                   | -                                                                     | 18’ 82’                                                               |
| 25-1-1997                                                             | Dakar                                                                 | Senegal                                                               | 2 – 0                                                                 | Egitto                                                                | Amichevole                                                            | -                                                                     |                                                                       |
| 18-2-1997                                                             | Kuwait City                                                           | Kuwait                                                                | 2 – 0                                                                 | Egitto                                                                | Amichevole                                                            | -                                                                     |                                                                       |
| 23-2-1997                                                             | Addis Abeba                                                           | Etiopia                                                               | 1 – 1                                                                 | Egitto                                                                | Qual. Coppa d'Africa 1998                                             | -                                                                     |                                                                       |
| 26-4-1997                                                             | Windhoek                                                              | Namibia                                                               | 2 – 3                                                                 | Egitto                                                                | Qual. Mondiali 1998                                                   | -                                                                     | 46’                                                                   |
| 8-6-1997                                                              | Il Cairo                                                              | Egitto                                                                | 0 – 0                                                                 | Tunisia                                                               | Qual. Mondiali 1998                                                   | -                                                                     |                                                                       |
| 13-7-1997                                                             | Il Cairo                                                              | Egitto                                                                | 2 – 0                                                                 | Senegal                                                               | Qual. Coppa d'Africa 1998                                             | -                                                                     |                                                                       |
| 27-7-1997                                                             | Il Cairo                                                              | Egitto                                                                | 8 – 1                                                                 | Etiopia                                                               | Qual. Coppa d'Africa 1998                                             | 1                                                                     |                                                                       |
| 17-8-1997                                                             | Il Cairo                                                              | Egitto                                                                | 5 – 0                                                                 | Liberia                                                               | Qual. Mondiali 1998                                                   | -                                                                     |                                                                       |
| 3-12-1997                                                             | Il Cairo                                                              | Egitto                                                                | 3 – 2                                                                 | Ghana                                                                 | Amichevole                                                            | -                                                                     |                                                                       |
| 18-12-1997                                                            | Aswan                                                                 | Egitto                                                                | 7 – 2                                                                 | Togo                                                                  | Amichevole                                                            | 1                                                                     |                                                                       |
| 20-12-1997                                                            | Aswan                                                                 | Egitto                                                                | 1 – 2                                                                 | Algeria                                                               | Amichevole                                                            | -                                                                     |                                                                       |
| 22-12-1997                                                            | Aswan                                                                 | Egitto                                                                | 2 – 0                                                                 | Camerun                                                               | Amichevole                                                            | -                                                                     |                                                                       |
| 24-12-1997                                                            | Alessandria d'Egitto                                                  | Egitto                                                                | 1 – 2                                                                 | Algeria                                                               | Amichevole                                                            | -                                                                     |                                                                       |
| 25-1-1998                                                             | Bangkok                                                               | Thailandia                                                            | 1 – 1                                                                 | Egitto                                                                | Amichevole                                                            | -                                                                     |                                                                       |
| 27-1-1998                                                             | Bangkok                                                               | Corea del Sud                                                         | 2 – 0                                                                 | Egitto                                                                | Amichevole                                                            | -                                                                     | 16’ 71’                                                               |
| 10-2-1998                                                             | Bobo-Dioulasso                                                        | Egitto                                                                | 2 – 0                                                                 | Mozambico                                                             | Coppa d'Africa 1998 - 1º turno                                        | -                                                                     | 44’                                                                   |
| 13-2-1998                                                             | Bobo-Dioulasso                                                        | Egitto                                                                | 4 – 0                                                                 | Zambia                                                                | Coppa d'Africa 1998 - 1º turno                                        | -                                                                     | 84’                                                                   |
| 21-2-1998                                                             | Ouagadougou                                                           | Costa d'Avorio                                                        | 0 – 0 dts (4 – 5 dtr)                                                 | Egitto                                                                | Coppa d'Africa 1998 - Quarti di finale                                | -                                                                     |                                                                       |
| 25-2-1998                                                             | Bobo-Dioulasso                                                        | Egitto                                                                | 2 – 0                                                                 | Burkina Faso                                                          | Coppa d'Africa 1998 - Semifinale                                      | -                                                                     |                                                                       |
| 28-2-1998                                                             | Ouagadougou                                                           | Sudafrica                                                             | 0 – 2                                                                 | Egitto                                                                | Coppa d'Africa 1998 - Finale                                          | 1                                                                     | 55’                                                                   |
| 16-9-1998                                                             | Il Cairo                                                              | Egitto                                                                | 0 – 0                                                                 | Costa d'Avorio                                                        | Amichevole                                                            | -                                                                     |                                                                       |
| 29-9-1998                                                             | Kumanovo                                                              | Macedonia                                                             | 2 – 2                                                                 | Egitto                                                                | Amichevole                                                            | -                                                                     |                                                                       |
| 18-11-1998                                                            | Oslo                                                                  | Norvegia                                                              | 1 – 1                                                                 | Egitto                                                                | Amichevole                                                            | -                                                                     |                                                                       |
| 16-12-1998                                                            | Johannesburg                                                          | Sudafrica                                                             | 2 – 1                                                                 | Egitto                                                                | Amichevole                                                            | -                                                                     | 89’                                                                   |
| 27-12-1998                                                            | Kuwait City                                                           | Kuwait                                                                | 1 – 1                                                                 | Egitto                                                                | Amichevole                                                            | -                                                                     |                                                                       |
| 16-2-1999                                                             | Hong Kong                                                             | Egitto                                                                | 3 – 1                                                                 | Bulgaria                                                              | Amichevole                                                            | -                                                                     |                                                                       |
| 30-3-1999                                                             | Liegi                                                                 | Belgio                                                                | 0 – 1                                                                 | Egitto                                                                | Amichevole                                                            | -                                                                     | 89’                                                                   |
| 13-6-1999                                                             | Seul                                                                  | Croazia                                                               | 2 – 2                                                                 | Egitto                                                                | Amichevole                                                            | -                                                                     | 86’                                                                   |
| 15-6-1999                                                             | Seul                                                                  | Corea del Sud                                                         | 0 – 0                                                                 | Egitto                                                                | Amichevole                                                            | -                                                                     | 67’ 82’                                                               |
| 18-6-1999                                                             | Seul                                                                  | Messico                                                               | 2 – 0                                                                 | Egitto                                                                | Amichevole                                                            | -                                                                     |                                                                       |
| 29-6-1999                                                             | Harare                                                                | Zimbabwe                                                              | 1 – 1                                                                 | Egitto                                                                | Amichevole                                                            | -                                                                     | Uscita                                                                |
| 10-7-1999                                                             | Città del Messico                                                     | Egitto                                                                | 1 – 1                                                                 | Nuova Zelanda                                                         | Amichevole                                                            | -                                                                     |                                                                       |
| 15-7-1999                                                             | Guadalajara                                                           | Egitto                                                                | 1 – 0                                                                 | Nuova Zelanda                                                         | Amichevole                                                            | -                                                                     |                                                                       |
| 25-7-1999                                                             | Città del Messico                                                     | Bolivia                                                               | 2 – 2                                                                 | Egitto                                                                | Conf. Cup 1999 - 1º turno                                             | -                                                                     |                                                                       |
| 27-7-1999                                                             | Città del Messico                                                     | Messico                                                               | 2 – 2                                                                 | Egitto                                                                | Conf. Cup 1999 - 1º turno                                             | 1                                                                     | 89’                                                                   |
| 29-7-1999                                                             | Città del Messico                                                     | Egitto                                                                | 1 – 5                                                                 | Arabia Saudita                                                        | Conf. Cup 1999 - 1º turno                                             | -                                                                     | 55’                                                                   |
| 12-11-1999                                                            | Il Cairo                                                              | Egitto                                                                | 1 – 2                                                                 | Ghana                                                                 | Amichevole                                                            | -                                                                     | Ingresso                                                              |
| 15-11-1999                                                            | Il Cairo                                                              | Egitto                                                                | 1 – 0                                                                 | Namibia                                                               | Amichevole                                                            | -                                                                     | Uscita                                                                |
| 4-1-2000                                                              | Aswan                                                                 | Egitto                                                                | 2 – 1                                                                 | Togo                                                                  | Amichevole                                                            | -                                                                     | Uscita                                                                |
| 9-1-2000                                                              | Abidjan                                                               | Costa d'Avorio                                                        | 2 – 0                                                                 | Egitto                                                                | Amichevole                                                            | -                                                                     |                                                                       |
| 19-1-2000                                                             | Lomé                                                                  | Togo                                                                  | 1 – 0                                                                 | Egitto                                                                | Amichevole                                                            | -                                                                     |                                                                       |
| 23-1-2000                                                             | Kano                                                                  | Egitto                                                                | 2 – 0                                                                 | Zambia                                                                | Coppa d'Africa 2000 - 1º turno                                        | -                                                                     | 78’                                                                   |
| 1-2-2000                                                              | Kano                                                                  | Egitto                                                                | 4 – 2                                                                 | Burkina Faso                                                          | Coppa d'Africa 2000 - 1º turno                                        | -                                                                     | 74’                                                                   |
| 7-2-2000                                                              | Kano                                                                  | Tunisia                                                               | 1 – 0                                                                 | Egitto                                                                | Coppa d'Africa 2000 - Quarti di finale                                | -                                                                     | 62’                                                                   |
| 20-4-2000                                                             | Il Cairo                                                              | Egitto                                                                | 2 – 0                                                                 | Mauritius                                                             | Qual. Mondiali 2002                                                   | -                                                                     | 87’                                                                   |
| 23-4-2000                                                             | Alessandria d'Egitto                                                  | Egitto                                                                | 4 – 2                                                                 | Mauritius                                                             | Qual. Mondiali 2002                                                   | -                                                                     |                                                                       |
| 7-6-2000                                                              | Teheran                                                               | Iran                                                                  | 1 – 1 (7 – 8 dtr)                                                     | Egitto                                                                | Amichevole                                                            | -                                                                     |                                                                       |
| 9-6-2000                                                              | Seul                                                                  | Corea del Sud                                                         | 1 – 0                                                                 | Egitto                                                                | Amichevole                                                            | -                                                                     | Ingresso                                                              |
| 17-6-2000                                                             | Il Cairo                                                              | Egitto                                                                | 2 – 0                                                                 | Ghana                                                                 | Amichevole                                                            | -                                                                     |                                                                       |
| 9-7-2000                                                              | Dakar                                                                 | Senegal                                                               | 0 – 0                                                                 | Egitto                                                                | Qual. Mondiali 2002                                                   | -                                                                     |                                                                       |
| 2-9-2000                                                              | Alessandria d'Egitto                                                  | Egitto                                                                | 1 – 0                                                                 | Costa d'Avorio                                                        | Qual. Mondiali 2002                                                   | -                                                                     |                                                                       |
| 8-10-2000                                                             | Khartum                                                               | Sudan                                                                 | 0 – 1                                                                 | Egitto                                                                | Qual. Mondiali 2002                                                   | -                                                                     | 59’                                                                   |
| 6-1-2001                                                              | Il Cairo                                                              | Egitto                                                                | 2 – 1                                                                 | Emirati Arabi Uniti                                                   | Amichevole                                                            | -                                                                     | Ammonizione · Uscita                                                  |
| 9-1-2001                                                              | Il Cairo                                                              | Egitto                                                                | 3 – 0                                                                 | Zambia                                                                | Amichevole                                                            | -                                                                     | Uscita                                                                |
| 14-1-2001                                                             | Il Cairo                                                              | Egitto                                                                | 4 – 0                                                                 | Libia                                                                 | Qual. Mondiali 2002                                                   | 2                                                                     |                                                                       |
| 17-1-2001                                                             | Teheran                                                               | Cina                                                                  | 0 – 0 (1 – 3 dtr)                                                     | Egitto                                                                | Amichevole                                                            | -                                                                     | Ammonizione                                                           |
| 23-1-2001                                                             | Il Cairo                                                              | Egitto                                                                | 1 – 0                                                                 | Corea del Nord                                                        | Amichevole                                                            | -                                                                     | Ingresso                                                              |
| 28-1-2001                                                             | Il Cairo                                                              | Egitto                                                                | 0 – 0                                                                 | Marocco                                                               | Qual. Mondiali 2002                                                   | -                                                                     |                                                                       |
| 24-2-2001                                                             | Windhoek                                                              | Namibia                                                               | 1 – 1                                                                 | Egitto                                                                | Qual. Mondiali 2002                                                   | -                                                                     | 44’                                                                   |
| 11-3-2001                                                             | Il Cairo                                                              | Egitto                                                                | 5 – 2                                                                 | Egitto                                                                | Qual. Mondiali 2002                                                   | -                                                                     |                                                                       |
| 24-4-2001                                                             | Il Cairo                                                              | Egitto                                                                | 1 – 1                                                                 | Canada                                                                | Amichevole                                                            | -                                                                     | Uscita                                                                |
| 6-5-2001                                                              | Il Cairo                                                              | Egitto                                                                | 1 – 0                                                                 | Senegal                                                               | Qual. Mondiali 2002                                                   | -                                                                     |                                                                       |
| 3-6-2001                                                              | Alessandria                                                           | Egitto                                                                | 3 – 2                                                                 | Sudan                                                                 | Qual. Mondiali 2002                                                   | -                                                                     |                                                                       |
| 10-6-2001                                                             | Nairobi                                                               | Kenya                                                                 | 1 – 1                                                                 | Egitto                                                                | Amichevole                                                            | -                                                                     |                                                                       |
| 17-6-2001                                                             | Abidjan                                                               | Costa d'Avorio                                                        | 2 – 2                                                                 | Egitto                                                                | Qual. Coppa d'Africa 2002                                             | -                                                                     | 68’                                                                   |
| 30-6-2001                                                             | Rabat                                                                 | Marocco                                                               | 1 – 0                                                                 | Egitto                                                                | Qual. Mondiali 2002                                                   | -                                                                     |                                                                       |
| 13-7-2001                                                             | Alessandria d'Egitto                                                  | Egitto                                                                | 8 – 2                                                                 | Namibia                                                               | Qual. Mondiali 2002                                                   | -                                                                     |                                                                       |
| 21-7-2001                                                             | Annaba                                                                | Algeria                                                               | 1 – 1                                                                 | Egitto                                                                | Qual. Mondiali 2002                                                   | -                                                                     | 28’                                                                   |
| 10-11-2001                                                            | Johannesburg                                                          | Sudafrica                                                             | 1 – 0                                                                 | Egitto                                                                | Amichevole                                                            | -                                                                     |                                                                       |
| 30-12-2001                                                            | Doha                                                                  | Qatar                                                                 | 2 – 2                                                                 | Egitto                                                                | Amichevole                                                            | -                                                                     | Ammonizione                                                           |
| 4-1-2002                                                              | Il Cairo                                                              | Egitto                                                                | 2 – 0                                                                 | Ghana                                                                 | Amichevole                                                            | -                                                                     |                                                                       |
| 6-1-2002                                                              | Ismailia                                                              | Egitto                                                                | 1 – 2                                                                 | Mali                                                                  | Amichevole                                                            | -                                                                     |                                                                       |
| 11-1-2002                                                             | Il Cairo                                                              | Egitto                                                                | 2 – 2                                                                 | Burkina Faso                                                          | Amichevole                                                            | -                                                                     | 55’                                                                   |
| 20-1-2002                                                             | Bamako                                                                | Egitto                                                                | 0 – 1                                                                 | Senegal                                                               | Coppa d'Africa 2002 - 1º turno                                        | -                                                                     |                                                                       |
| 25-1-2002                                                             | Bamako                                                                | Egitto                                                                | 1 – 0                                                                 | Tunisia                                                               | Coppa d'Africa 2002 - 1º turno                                        | -                                                                     | 61’                                                                   |
| 31-1-2002                                                             | Bamako                                                                | Egitto                                                                | 2 – 1                                                                 | Zambia                                                                | Coppa d'Africa 2002 - 1º turno                                        | -                                                                     |                                                                       |
| 4-2-2002                                                              | Sikasso                                                               | Camerun                                                               | 1 – 0                                                                 | Egitto                                                                | Coppa d'Africa 2002 - Quarti di finale                                | -                                                                     | 80’                                                                   |
| 7-9-2002                                                              | Antananarivo                                                          | Madagascar                                                            | 1 – 0                                                                 | Egitto                                                                | Qual. Coppa d'Africa 2004                                             | -                                                                     | 10’                                                                   |
| 12-2-2003                                                             | Il Cairo                                                              | Egitto                                                                | 1 – 4                                                                 | Danimarca                                                             | Amichevole                                                            | 1                                                                     |                                                                       |
| 19-3-2003                                                             | Porto Said                                                            | Egitto                                                                | 6 – 0                                                                 | Qatar                                                                 | Amichevole                                                            | -                                                                     |                                                                       |
| 29-3-2003                                                             | Port Louis                                                            | Mauritius                                                             | 0 – 1                                                                 | Egitto                                                                | Qual. Coppa d'Africa 2004                                             | -                                                                     |                                                                       |
| 30-4-2003                                                             | Saint-Denis                                                           | Francia                                                               | 5 – 0                                                                 | Egitto                                                                | Amichevole                                                            | -                                                                     |                                                                       |
| 8-6-2003                                                              | Porto Said                                                            | Egitto                                                                | 7 – 0                                                                 | Mauritius                                                             | Qual. Coppa d'Africa 2004                                             | 2                                                                     | 35’                                                                   |
| 10-10-2003                                                            | Il Cairo                                                              | Egitto                                                                | 1 – 0                                                                 | Senegal                                                               | Amichevole                                                            | -                                                                     |                                                                       |
| 15-11-2003                                                            | Il Cairo                                                              | Egitto                                                                | 2 – 1                                                                 | Sudafrica                                                             | Amichevole                                                            | -                                                                     |                                                                       |
| 18-11-2003                                                            | Il Cairo                                                              | Egitto                                                                | 1 – 0                                                                 | Svezia                                                                | Amichevole                                                            | -                                                                     | 81’                                                                   |
| 8-1-2004                                                              | Porto Said                                                            | Egitto                                                                | 5 – 1                                                                 | Ruanda                                                                | Amichevole                                                            | 2                                                                     |                                                                       |
| 14-1-2004                                                             | Porto Said                                                            | Egitto                                                                | 2 – 2                                                                 | RD del Congo                                                          | Amichevole                                                            | -                                                                     | 46’                                                                   |
| 17-1-2004                                                             | Porto Said                                                            | Egitto                                                                | 1 – 1                                                                 | Burkina Faso                                                          | Amichevole                                                            | -                                                                     | 46’                                                                   |
| 25-1-2004                                                             | Sfax                                                                  | Egitto                                                                | 2 – 1                                                                 | Zimbabwe                                                              | Coppa d'Africa 2004 - 1º turno                                        | -                                                                     |                                                                       |
| 29-1-2004                                                             | Susa                                                                  | Algeria                                                               | 2 – 1                                                                 | Egitto                                                                | Coppa d'Africa 2004 - 1º turno                                        | -                                                                     | 72’                                                                   |
| 3-2-2004                                                              | Monastir                                                              | Camerun                                                               | 0 – 0                                                                 | Egitto                                                                | Coppa d'Africa 2004 - 1º turno                                        | -                                                                     |                                                                       |
| 20-6-2004                                                             | Alessandria d'Egitto                                                  | Egitto                                                                | 1 – 2                                                                 | Costa d'Avorio                                                        | Qual. Mondiali 2006                                                   | -                                                                     | 81’                                                                   |
| 4-7-2004                                                              | Cotonou                                                               | Benin                                                                 | 3 – 3                                                                 | Egitto                                                                | Qual. Mondiali 2006                                                   | 1                                                                     | 28’                                                                   |
| 5-9-2004                                                              | Abidjan                                                               | Egitto                                                                | 3 – 2                                                                 | Camerun                                                               | Qual. Mondiali 2006                                                   | 1                                                                     | 76’                                                                   |
| 8-10-2004                                                             | Tripoli                                                               | Libia                                                                 | 2 – 1                                                                 | Egitto                                                                | Qual. Mondiali 2006                                                   | -                                                                     |                                                                       |
| 27-3-2005                                                             | Il Cairo                                                              | Egitto                                                                | 4 – 1                                                                 | Libia                                                                 | Qual. Mondiali 2006                                                   | 1                                                                     | 73’                                                                   |
| 27-5-2005                                                             | Madinat al-Kuwait                                                     | Kuwait                                                                | 0 – 1                                                                 | Egitto                                                                | Amichevole                                                            | 1                                                                     | 60’                                                                   |
| 5-6-2005                                                              | Il Cairo                                                              | Egitto                                                                | 6 – 1                                                                 | Sudan                                                                 | Qual. Mondiali 2006                                                   | -                                                                     | 60’                                                                   |
| 19-6-2005                                                             | Abidjan                                                               | Costa d'Avorio                                                        | 2 – 0                                                                 | Egitto                                                                | Qual. Mondiali 2006                                                   | -                                                                     | 71’                                                                   |
| 4-9-2005                                                              | Il Cairo                                                              | Egitto                                                                | 4 – 1                                                                 | Benin                                                                 | Qual. Mondiali 2006                                                   | -                                                                     |                                                                       |
| 8-10-2005                                                             | Yaoundé                                                               | Camerun                                                               | 1 – 1                                                                 | Egitto                                                                | Qual. Mondiali 2006                                                   | -                                                                     | 76’                                                                   |
| 16-11-2005                                                            | Il Cairo                                                              | Egitto                                                                | 1 – 2                                                                 | Tunisia                                                               | Amichevole                                                            | -                                                                     |                                                                       |
| 27-12-2005                                                            | Il Cairo                                                              | Egitto                                                                | 2 – 0                                                                 | Uganda                                                                | Amichevole                                                            | -                                                                     |                                                                       |
| 5-1-2006                                                              | Alessandria d'Egitto                                                  | Egitto                                                                | 2 – 0                                                                 | Zimbabwe                                                              | Amichevole                                                            | -                                                                     | Ingresso                                                              |
| 14-1-2006                                                             | Il Cairo                                                              | Egitto                                                                | 1 – 2                                                                 | Sudafrica                                                             | Amichevole                                                            | -                                                                     | 71’                                                                   |
| 20-1-2006                                                             | Il Cairo                                                              | Egitto                                                                | 3 – 0                                                                 | Libia                                                                 | Coppa d'Africa 2006 - 1º turno                                        | 1                                                                     |                                                                       |
| 24-1-2006                                                             | Il Cairo                                                              | Egitto                                                                | 0 – 0                                                                 | Marocco                                                               | Coppa d'Africa 2006 - 1º turno                                        | -                                                                     | 66’                                                                   |
| 28-1-2006                                                             | Il Cairo                                                              | Egitto                                                                | 3 – 1                                                                 | Costa d'Avorio                                                        | Coppa d'Africa 2006 - 1º turno                                        | -                                                                     | 46’                                                                   |
| 3-2-2006                                                              | Il Cairo                                                              | Egitto                                                                | 4 – 1                                                                 | RD del Congo                                                          | Coppa d'Africa 2008 - Quarti di finale                                | 2                                                                     |                                                                       |
| 7-2-2006                                                              | Il Cairo                                                              | Egitto                                                                | 2 – 1                                                                 | Senegal                                                               | Coppa d'Africa 2006 - Semifinale                                      | 1                                                                     |                                                                       |
| 10-2-2006                                                             | Il Cairo                                                              | Egitto                                                                | 0 – 0 dts (4 – 2 dtr)                                                 | Costa d'Avorio                                                        | Coppa d'Africa 2006 - Finale                                          | -                                                                     | 56’                                                                   |
| 3-6-2006                                                              | Elche                                                                 | Spagna                                                                | 2 – 0                                                                 | Egitto                                                                | Amichevole                                                            | -                                                                     |                                                                       |
| 16-8-2006                                                             | Alessandria d'Egitto                                                  | Egitto                                                                | 0 – 2                                                                 | Uruguay                                                               | Amichevole                                                            | -                                                                     |                                                                       |
| 2-9-2006                                                              | Il Cairo                                                              | Egitto                                                                | 4 – 1                                                                 | Burundi                                                               | Qual. Coppa d'Africa 2008                                             | 1                                                                     |                                                                       |
| 7-10-2006                                                             | Gaborone                                                              | Botswana                                                              | 0 – 0                                                                 | Egitto                                                                | Qual. Coppa d'Africa 2008                                             | -                                                                     | 80’                                                                   |
| 15-11-2006                                                            | Brentford                                                             | Egitto                                                                | 1 – 0                                                                 | Sudafrica                                                             | Amichevole                                                            | -                                                                     |                                                                       |
| 7-2-2007                                                              | Il Cairo                                                              | Egitto                                                                | 2 – 0                                                                 | Svezia                                                                | Amichevole                                                            | -                                                                     | 78’                                                                   |
| 25-3-2007                                                             | Il Cairo                                                              | Egitto                                                                | 3 – 0                                                                 | Mauritania                                                            | Qual. Coppa d'Africa 2008                                             | -                                                                     | 77’                                                                   |
| 3-6-2007                                                              | Nouakchott                                                            | Mauritania                                                            | 1 – 1                                                                 | Egitto                                                                | Qual. Coppa d'Africa 2008                                             | 1                                                                     |                                                                       |
| 12-6-2007                                                             | Al Kuwait                                                             | Kuwait                                                                | 1 – 1                                                                 | Egitto                                                                | Amichevole                                                            | -                                                                     | 65’                                                                   |
| 22-8-2007                                                             | Parigi                                                                | Costa d'Avorio                                                        | 0 – 0                                                                 | Egitto                                                                | Amichevole                                                            | -                                                                     | Cap.                                                                  |
| 9-9-2007                                                              | Bujumbura                                                             | Burundi                                                               | 0 – 0                                                                 | Egitto                                                                | Qual. Coppa d'Africa 2008                                             | -                                                                     | Cap. 48’                                                              |
| 5-1-2008                                                              | Il Cairo                                                              | Egitto                                                                | 3 – 0                                                                 | Namibia                                                               | Amichevole                                                            | 1                                                                     | 62’                                                                   |
| 10-1-2008                                                             | Abu Dhabi                                                             | Egitto                                                                | 1 – 0                                                                 | Mali                                                                  | Amichevole                                                            | -                                                                     | 46’                                                                   |
| 13-1-2008                                                             | Alverca do Ribatejo                                                   | Angola                                                                | 3 – 3                                                                 | Egitto                                                                | Amichevole                                                            | -                                                                     | 58’                                                                   |
| 26-1-2008                                                             | Kumasi                                                                | Egitto                                                                | 3 – 0                                                                 | Sudan                                                                 | Coppa d'Africa 2008 - 1º turno                                        | -                                                                     | 56’                                                                   |
| 30-1-2008                                                             | Tamale                                                                | Egitto                                                                | 1 – 1                                                                 | Zambia                                                                | Coppa d'Africa 2008 - 1º turno                                        | -                                                                     | Cap. 60’                                                              |
| 4-2-2008                                                              | Kumasi                                                                | Egitto                                                                | 2 – 1                                                                 | Angola                                                                | Coppa d'Africa 2008 - Quarti di finale                                | -                                                                     | 71’                                                                   |
| 7-2-2008                                                              | Sekondi-Takoradi                                                      | Costa d'Avorio                                                        | 1 – 4                                                                 | Egitto                                                                | Coppa d'Africa 2008 - Semifinale                                      | -                                                                     | Cap.                                                                  |
| 10-2-2008                                                             | Accra                                                                 | Camerun                                                               | 0 – 1                                                                 | Egitto                                                                | Coppa d'Africa 2008 - Finale                                          | -                                                                     | Cap. 62’                                                              |
| 26-3-2008                                                             | Il Cairo                                                              | Egitto                                                                | 0 – 2                                                                 | Argentina                                                             | Amichevole                                                            | -                                                                     | Cap. 89’                                                              |
| 1-6-2008                                                              | Il Cairo                                                              | Egitto                                                                | 2 – 1                                                                 | RD del Congo                                                          | Qual. Mondiali 2010                                                   | -                                                                     | Cap.                                                                  |
| 7-6-2008                                                              | Gibuti                                                                | Gibuti                                                                | 0 – 4                                                                 | Egitto                                                                | Qual. Mondiali 2010                                                   | 1                                                                     | Cap.                                                                  |
| 14-6-2008                                                             | Blantyre                                                              | Malawi                                                                | 1 – 0                                                                 | Egitto                                                                | Qual. Mondiali 2010                                                   | -                                                                     | Cap.                                                                  |
| 22-6-2008                                                             | Il Cairo                                                              | Egitto                                                                | 2 – 0                                                                 | Malawi                                                                | Qual. Mondiali 2010                                                   | -                                                                     | Cap.                                                                  |
| 20-8-2008                                                             | Khartum                                                               | Sudan                                                                 | 4 – 0                                                                 | Egitto                                                                | Amichevole                                                            | -                                                                     | Cap. 75’                                                              |
| 7-9-2008                                                              | Kinshasa                                                              | RD del Congo                                                          | 0 – 1                                                                 | Egitto                                                                | Qual. Mondiali 2010                                                   | -                                                                     | Cap. 74’                                                              |
| 12-10-2008                                                            | Il Cairo                                                              | Egitto                                                                | 4 – 0                                                                 | Gibuti                                                                | Qual. Mondiali 2010                                                   | 1                                                                     | Cap.                                                                  |
| 19-11-2008                                                            | Il Cairo                                                              | Egitto                                                                | 5 – 1                                                                 | Benin                                                                 | Amichevole                                                            | -                                                                     | 85’                                                                   |
| 23-1-2009                                                             | Il Cairo                                                              | Egitto                                                                | 1 – 0                                                                 | Kenya                                                                 | Amichevole                                                            | 1                                                                     | Cap.                                                                  |
| 11-2-2009                                                             | Il Cairo                                                              | Egitto                                                                | 2 – 2                                                                 | Ghana                                                                 | Amichevole                                                            | -                                                                     | Cap.                                                                  |
| 29-3-2009                                                             | Il Cairo                                                              | Egitto                                                                | 1 – 1                                                                 | Zambia                                                                | Qual. Mondiali 2010                                                   | -                                                                     | Cap.                                                                  |
| 7-6-2009                                                              | Blida                                                                 | Algeria                                                               | 3 – 1                                                                 | Egitto                                                                | Qual. Mondiali 2010                                                   | -                                                                     | 66’ 90+4’                                                             |
| 15-6-2009                                                             | Bloemfontein                                                          | Brasile                                                               | 4 – 3                                                                 | Egitto                                                                | Conf. Cup 2009 - 1º turno                                             | -                                                                     | Cap. 51’                                                              |
| 18-6-2009                                                             | Johannesburg                                                          | Egitto                                                                | 1 – 0                                                                 | Italia                                                                | Conf. Cup 2009 - 1º turno                                             | -                                                                     | 80’                                                                   |
| 21-6-2009                                                             | Rustenburg                                                            | Egitto                                                                | 0 – 3                                                                 | Stati Uniti                                                           | Conf. Cup 2009 - 1º turno                                             | -                                                                     | 50’                                                                   |
| 12-8-2009                                                             | Il Cairo                                                              | Egitto                                                                | 3 – 3                                                                 | Guinea                                                                | Amichevole                                                            | -                                                                     | 55’                                                                   |
| 5-9-2009                                                              | Kigali                                                                | Ruanda                                                                | 0 – 1                                                                 | Egitto                                                                | Qual. Mondiali 2010                                                   | 1                                                                     | Cap. 70’                                                              |
| 2-10-2009                                                             | Il Cairo                                                              | Egitto                                                                | 4 – 0                                                                 | Mauritius                                                             | Amichevole                                                            | 1                                                                     | Cap. 58’                                                              |
| 10-10-2009                                                            | Chililabombwe                                                         | Zambia                                                                | 0 – 1                                                                 | Egitto                                                                | Qual. Mondiali 2010                                                   | -                                                                     | Cap.                                                                  |
| 5-11-2009                                                             | Assuan                                                                | Egitto                                                                | 5 – 1                                                                 | Tanzania                                                              | Amichevole                                                            | -                                                                     | Cap.                                                                  |
| 14-11-2009                                                            | Il Cairo                                                              | Egitto                                                                | 2 – 0                                                                 | Algeria                                                               | Qual. Mondiali 2010                                                   | -                                                                     | Cap.                                                                  |
| 18-11-2009                                                            | Omdurman                                                              | Algeria                                                               | 1 – 0                                                                 | Egitto                                                                | Qual. Mondiali 2010                                                   | -                                                                     | Cap.                                                                  |
| 29-12-2009                                                            | Il Cairo                                                              | Egitto                                                                | 1 – 1                                                                 | Malawi                                                                | Amichevole                                                            | -                                                                     | Cap. 46’                                                              |
| 4-1-2010                                                              | Dubai                                                                 | Egitto                                                                | 1 – 0                                                                 | Mali                                                                  | Amichevole                                                            | -                                                                     | Cap. 55’                                                              |
| 12-1-2010                                                             | Benguela                                                              | Egitto                                                                | 3 – 1                                                                 | Nigeria                                                               | Coppa d'Africa 2010 - 1º turno                                        | 1                                                                     | Cap.                                                                  |
| 16-1-2010                                                             | Benguela                                                              | Egitto                                                                | 2 – 0                                                                 | Mozambico                                                             | Coppa d'Africa 2010 - 1º turno                                        | -                                                                     | Cap.                                                                  |
| 20-1-2010                                                             | Benguela                                                              | Egitto                                                                | 2 – 0                                                                 | Benin                                                                 | Coppa d'Africa 2010 - 1º turno                                        | -                                                                     | Cap.                                                                  |
| 25-1-2010                                                             | Benguela                                                              | Egitto                                                                | 3 – 1 dts                                                             | Camerun                                                               | Coppa d'Africa 2010 - Quarti di finale                                | 2                                                                     | Cap. 118’                                                             |
| 28-1-2010                                                             | Benguela                                                              | Algeria                                                               | 0 – 4                                                                 | Egitto                                                                | Coppa d'Africa 2010 - Semifinale                                      | -                                                                     | Cap.                                                                  |
| 31-1-2010                                                             | Luanda                                                                | Ghana                                                                 | 0 – 1                                                                 | Egitto                                                                | Coppa d'Africa 2010 - Finale                                          | -                                                                     | Cap.                                                                  |
| 3-3-2010                                                              | Londra                                                                | Inghilterra                                                           | 3 – 1                                                                 | Egitto                                                                | Amichevole                                                            | -                                                                     | Cap. 64’                                                              |
| 11-8-2010                                                             | Il Cairo                                                              | Egitto                                                                | 6 – 3                                                                 | RD del Congo                                                          | Amichevole                                                            | 1                                                                     | 46’                                                                   |
| 5-9-2010                                                              | Il Cairo                                                              | Egitto                                                                | 1 – 1                                                                 | Sierra Leone                                                          | Qual. Coppa d'Africa 2012                                             | -                                                                     | Cap. 76’                                                              |
| 3-9-2011                                                              | Freetown                                                              | Sierra Leone                                                          | 2 – 1                                                                 | Egitto                                                                | Qual. Coppa d'Africa 2012                                             | -                                                                     | Cap.                                                                  |
| 8-10-2011                                                             | Il Cairo                                                              | Egitto                                                                | 3 – 0                                                                 | Niger                                                                 | Qual. Coppa d'Africa 2012                                             | -                                                                     | Cap. 53’                                                              |
| 14-11-2011                                                            | Doha                                                                  | Brasile                                                               | 2 – 0                                                                 | Egitto                                                                | Amichevole                                                            | -                                                                     | 73’                                                                   |
| 27-2-2012                                                             | Doha                                                                  | Egitto                                                                | 5 – 0                                                                 | Kenya                                                                 | Amichevole                                                            | 1                                                                     | 46’                                                                   |
| 29-2-2012                                                             | Doha                                                                  | Egitto                                                                | 1 – 0                                                                 | Niger                                                                 | Amichevole                                                            | -                                                                     | 76’                                                                   |
| 12-4-2012                                                             | Dubai                                                                 | Egitto                                                                | 3 – 2                                                                 | Nigeria                                                               | Amichevole                                                            | -                                                                     | 46’                                                                   |
| 14-4-2012                                                             | Dubai                                                                 | Egitto                                                                | 3 – 0                                                                 | Mauritania                                                            | Amichevole                                                            | -                                                                     | Cap.                                                                  |
| 17-4-2012                                                             | Dubai                                                                 | Iraq                                                                  | 0 – 0                                                                 | Egitto                                                                | Amichevole                                                            | -                                                                     | 59’                                                                   |
| 22-5-2012                                                             | Omdurman                                                              | Egitto                                                                | 3 – 0                                                                 | Togo                                                                  | Amichevole                                                            | -                                                                     | 64’                                                                   |
| Totale                                                                |                                                                       | Presenze (1º posto)                                                   | 184                                                                   |                                                                       | Reti (5º posto)                                                       | 33                                                                    |                                                                       |

### Record

#### Con la nazionale egiziana
- Calciatore con più presenze (184).
- Unico calciatore, insieme con Essam El-Hadary, ad aver vinto quattro volte la Coppa d'Africa, di cui tre consecutive.

## Palmarès

### Giocatore

#### Club

##### Competizioni nazionali
- Coppa d'Egitto: 2

Ismaily: 1997
Zamalek: 2013
- Campionato belga: 2

Anderlecht: 2005-2006, 2006-2007
- Supercoppa del Belgio: 2

Anderlecht: 2006, 2007
- Coppa del Belgio: 1

Anderlecht: 2007-2008
- Supercoppa d'Egitto: 2

Al-Ahly: 2008, 2010
- Campionato egiziano: 3

Al-Ahly: 2008-2009, 2009-2010, 2010-2011

##### Competizioni internazionali
- CAF Champions League: 1

Al-Ahly: 2008
- Supercoppa d'Africa: 1

Al-Ahly: 2008

#### Nazionale
- Coppa d'Africa: 4  (record condiviso con Essam El-Hadary)

Burkina Faso 1998, Egitto 2006, Ghana 2008, Angola 2010

#### Individuale
- Miglior giocatore della Coppa d'Africa: 2

2006, 2010